# ノア・サイラス
ノア・サイラス（英: Noah Cyrus、2000年1月8日 - ）は、アメリカ合衆国のシンガーソングライター、女優。父はカントリー歌手のビリー・レイ・サイラス、7歳上の姉は全米で有名なマイリー・サイラス。父の祖先はチェロキー族。身長は164cm。

## 来歴

### 俳優として
2才の時、父ビリー・レイ・サイラス主演のドラマ『ドク』の第6話でデビュー。2008年にアニメ映画『崖の上のポニョ』で、英語吹き替え版の主人公ポニョの声を務めたのが映画デビュー。また、姉マイリー主演の『シークレット・アイドル ハンナ・モンタナ』、2009年の『ハンナ・モンタナ：ザ・ムービー』でも端役を務めた。

### 歌手として
2016年11月6日、レコーズというバリー・ウェイスの音楽レーベルと契約したことを発表。後にマーベリック・マネージメントのアダム・リーバーとマネージメント契約も発表。
2016年12月、ラビリンスをフューチャーしたデビューシングル「メイク・ミー（クライ）」をリリース。その後2017年9月までに計4枚のシングルをリリースした。2017年9月から2017年11月までにケイティ・ペリーのウィットネス・ツアーのオープニングを務めた。2018年もシングル、コラボレーションのリリースを続け、7月9日、最初のヘッドライナーとしてのツアー「グッド・クライ・ツアー」を発表。そして9月21日、最初のEP『グッド・クライ』をリリース。
2019年7月31日、シングル「July」をリリースする。
2020年5月15日、2作目のEP『The End of Everything』をリリースした。

## 人物

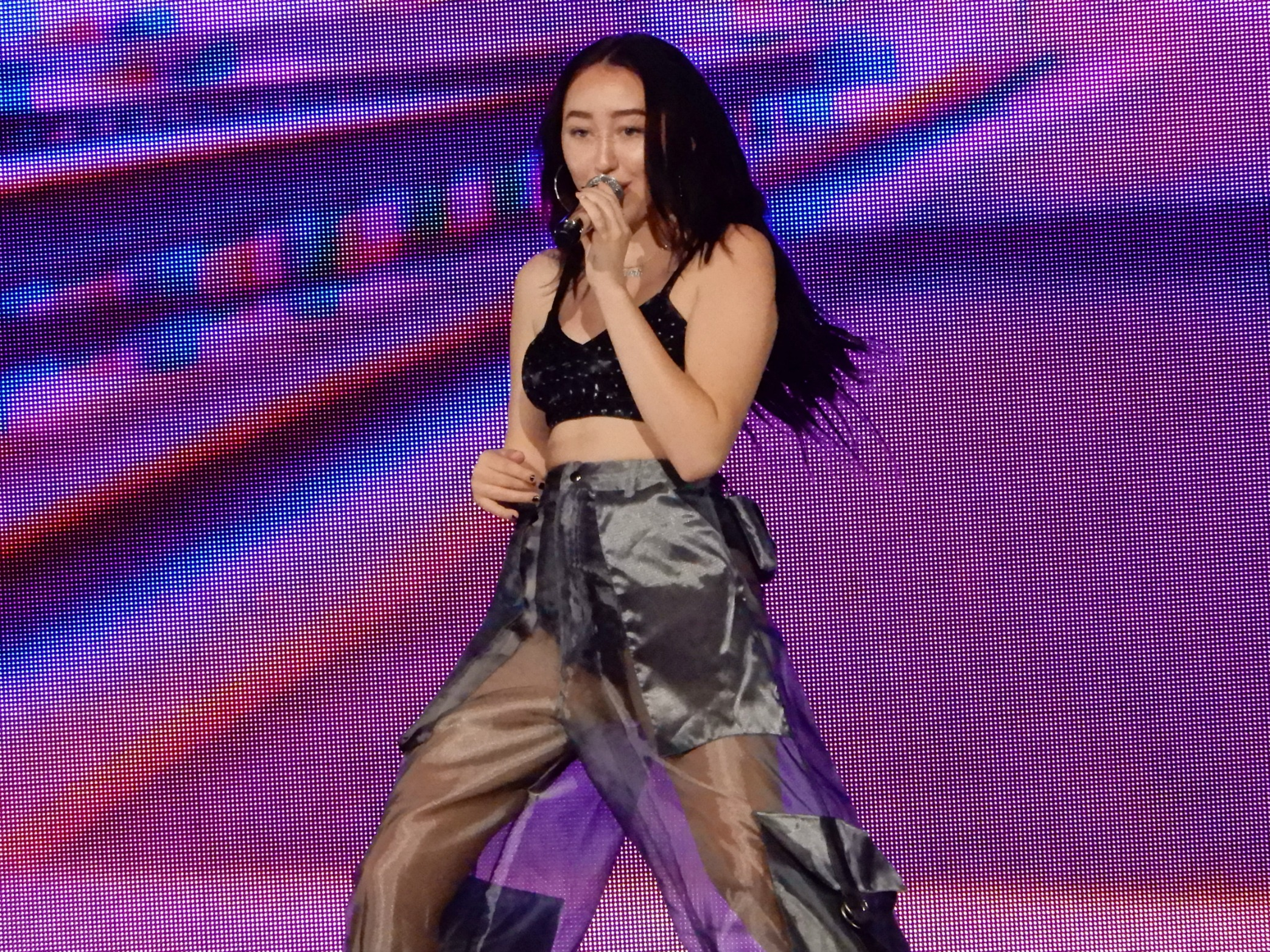
ライブでのNoah Cyrus（2017年）

### 家族
テネシー州で父のビリー・レイと、インテリアデザイナーの母レティシア・ティッシュの下に3女として生まれる。兄にポップ・バンドのメトロ・ステーションに所属していたトレイス、姉にマイリー・サイラスがいる。姉ブランディ、兄ブレイソンを含め計5人兄弟となる。兄弟仲がとても良く、マイリーがパパラッチされる時に一緒に写ったこともある。マイリー曰く「家族のお姫様」なのだとか。

### 友人
「ハンナ・モンタナ ザ・ムービー」に出演していたエミリー・グレースとも仲が良く、家族ぐるみで付き合っている。また、ジョナス・ブラザーズには所属していないが末っ子のフランキー・ジョナスとも、デミ・ロバートの妹、マディソン・デ・ラ・ガーザとも仲が良い。学校でも友達が多く常に笑顔だとマイリーが話した。

### 私生活
いつもマイリーの恋人と仲良くなる。ニックの時も一緒にランチについていったり、たまにニックがノアだけをディズニー・ランドに連れて行ったりする程だった。その度にマイリーは「どうして私を連れて行ってくれなかったの？」と2人に言っていたとマイリー本人が話した。マイリーの父、ビリーもニックが筋金入りのクリスチャンだと知り、安心してマイリーをデートに行かせていたという。結婚するまで純潔でいると誓っているニックとマイリーの別れをマイリー、そしてマイリーの両親も悲しんだ。ノアも「（2人が別れた事で）すごく落ち込んでいたと思う。ニッキー（ニックのあだ名）が私を連れ出してくれなくなったし、マイリーがずっと泣いていたんだもん」と当時を振り返った。
次のマイリーの恋人はハンナ・モンタナのプロデューサーの息子のトーマス・スタージャスだが、ニックほど仲良くならなかった。次のマイリーの恋人は下着モデルのジャスティン・ガストン。ジャスティンとはよく遊んだり、写真を撮ってツイッターに掲載したりして仲良くなった。パパラッチされた写真の中にはノアが抱っこされている写真もあった。そして復縁したと思われる現在のマイリーの恋人、リアム・ヘムズワースとも遊んでいるところが見られた。
自身のツイッターで歌手のジャスティン・ビーバーや俳優のウィル・スミスが好きなことを明かしている。2008年には、マイリーの初アルバム「BREAKOUT」の中のDRIVEWAYをマイリーと共に歌い、ユーチューブで公開した。2009年は大きなニュースもなく、姉と一緒にパパラッチされるだけだった。フランキー・ジョナスと遊んだり、ツイッターをしたり、マイリーのワールド・ツアーについて行ったり。ケシャの「Tik Tok」を従兄弟と踊り話題になる。
2010年10月はじめ、自身のツイッターでマイリーの元彼、ニック・ジョナスに「ハーイ、ニック。元気？」とつぶやき、話題となる。ノアはアカウントをいくつも持っているが、そのアカウントが正式にノアのものだと認められていなく、何者かによるデマだとささやかれたが、なんとそのアカウントは正真正銘ノアのもので、実際にノアの姉、ブランディがフォローしている。
その数日後、ノアと母レティシアとマイリーが朝食を食べようと近くの「パティーズ・レストラン」に行った所、パパラッチにあった。その写真には紫のスポーツブラが大胆に見えており、「まだ10歳なのに見せびらかすなんて」と同年代の娘をもつ母親から非難される。これによりメディアから「サイラス家は教育に良くない」等と言われてしまう。

## ディスコグラフィ
EP
- Good Cry (2018年)
- The End of Everything (2020年)

## フィルモグラフィ
- シークレット・アイドル ハンナ・モンタナ (2006-10年)
- 崖の上のポニョ (2008年)
- ハンナ・モンタナ ザ・ムービー (2009年)